# Mariano Rossi
Mariano Rossi (* 9. Dezember 1731 in Sciacca; † 24. Oktober 1807 in Rom) war ein italienischer Maler des Klassizismus.
Neben Fresken auf Sizilien und dem italienischen Festland wurde er bekannt als Schöpfer von Altarbildern und Gemälden mit allegorischem, religiösem oder mythologischem Inhalt.

## Leben
Als Mario Antonio Russo wurde er als Sohn eines Böttchers geboren. Seine erste Ausbildung erhielt er von Gaspare Testone (1704–1801) in Sciacca und später in Palermo von Filippo Randazzo, einem Vertreter der neoklassizistischen Conca-Schule. Nach Randazzos Tod (1744) ging Rossi nach Neapel, wo er sich mit der Malerei von Francesco Solimena auseinandersetzte, die insbesondere seine später entstandenen Fresken nachhaltig beeinflussten.
Schließlich war er in Rom in der Werkstatt von Marco Benefial. Unter Benefial festigte Rossi seinen neoklassizistischen Stil, den er um stilistische Elemente s anreicherte. Den strengen klassizistischen Ansatz, der über Johann Joachim Winckelmann und dem Maler Anton Raphael Mengs zu dieser Zeit in Rom vertreten wurde, lehnte Rossi kategorisch ab.
Bereits 1754 erhielt er einen zweiten Preis von der Accademia di San Luca, deren Mitglied er am 5. Oktober 1766 wurde.
1771 wurde er an den königlichen Hof  von Turin berufen, um in der camera degli archivi des Palastes Fresken zu malen. 1779 freskierte er die Decke eines Saales in der Biblioteca Classense in Ravenna und 1782 die Decke des „Salone“ im Casino der Villa Borghese (Rom). 1795 wurde er von König Ferdinand IV. beauftragt, den Vorraum der Privatgemächer im königlichen Schloss von Caserta mit historischen Fresken zu dekorieren. Am 23. Dezember 1798 floh er gemeinsam mit dem König und einem großen Teil des Hofstaats vor den französischen Truppen nach Palermo. Dort arbeitete er unter anderem an Fresken und Altarbildern für die Kathedrale von Palermo. 1804 wurde er zum Direktor der Accademia di Disegno von Palermo ernannt.

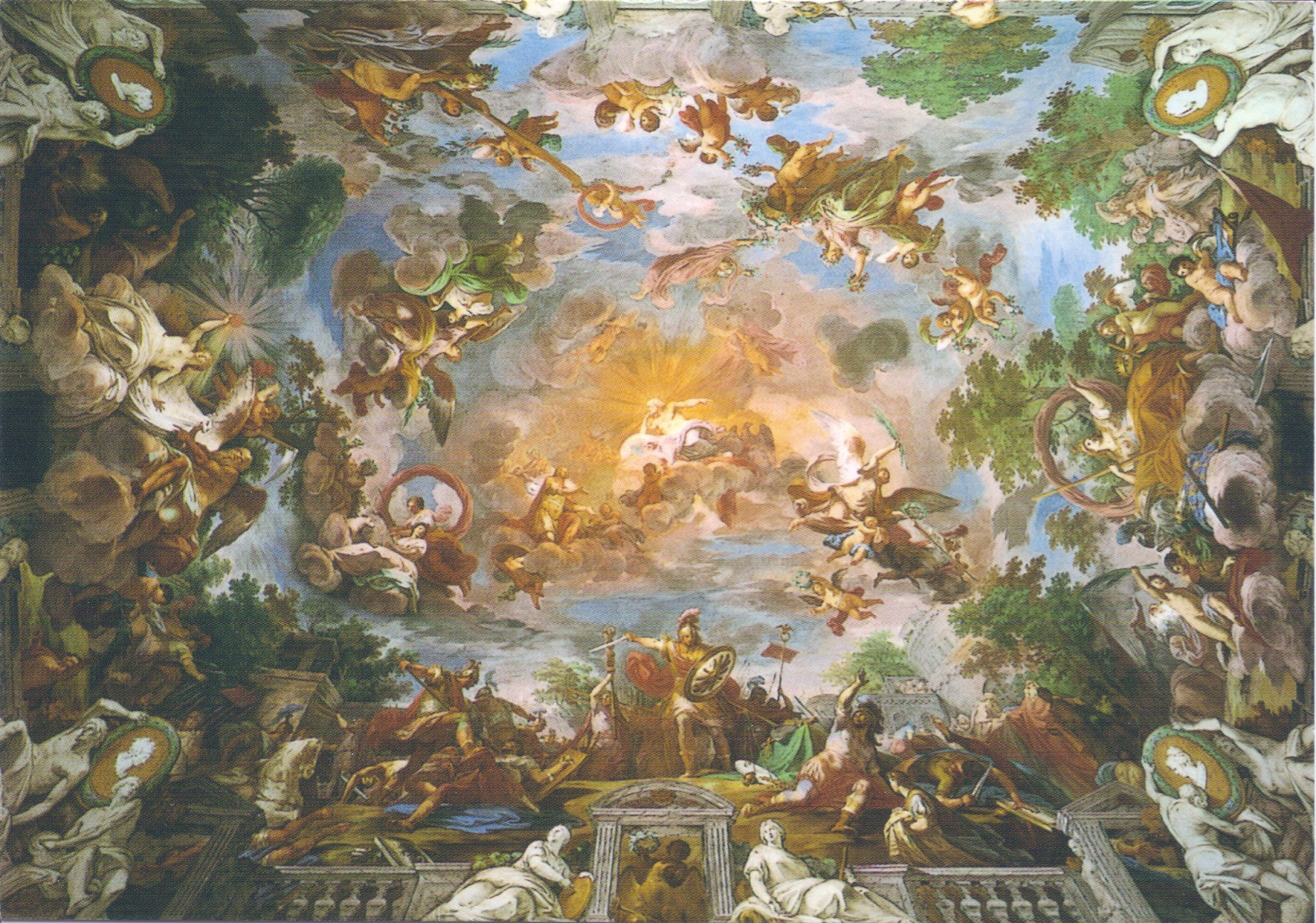
Mariano Rossi: Deckenfresko „Jupiter nimmt Romulus im Olymp auf“. Palazzo Barberini, Rom

1806 kehrte er nach Abzug der Franzosen nach Rom zurück, wo er ein Jahr später starb und in der Kirche Santa Susanna beigesetzt, und mit einer Gedenktafel geehrt wurde:
„Die 24 octobris 1807 Marianus Rossi, icilianus maritus Rosae Navarrae, aetatis suae 76, morbo correptus, sacramentaliter confessus, SS.mo viatico refectus, oleique S. Unctione et Papali benedictione munitus animaeque, commendatione usque ad ultimum adiutus, in comne S.M.E. Animam Deo reddidit hora octava noctis, eiusque cadaver hac in mea Parrochiali Ecclesia delatum et expositum abque cum capsa post solemnem Missam tumulatum fuit“.

## Werke (Auswahl)

### Auf Sizilien
- Santa Maria di Giummare (Sciacca): Fresko „Mariä Himmelfahrt mit den Heiligen Benedikt und Scholastica“  und „Erzengel Michael mit Schutzengeln“(1767-1768)
- San Francesco di Paolo (Sciacca): “Kreuzabnahme”
- Chiesa del Purgatorio (Sciacca): “Madonna del Carmelo” und “Madonna della Luce”
- San Nicolò l'Arena (Catania): „Martyrium der Heiligen Agathe“ und  „Heiliger Josef“ beide 1786
- Kathedrale von Palermo: Apsis- und Chorfresken „Mariä Himmelfahrt“  und Gemälde „Robert Guiscard und Roger übergeben dem Bischof Nicodemus die Kirche“(1802)
- Chiesa di San Martino alle Scale (Monreale): “Heiliger Benedikt”
- Chiesa dell'Addolorata (Menfi): „Beweinung Christi“
- Santa Maria del Bosco (Bisaquino): “Der selige Ptolomäus besiegt die Pest in Siena”

### In Italien
- San Giuseppe alla Lungara (Rom): 13 Ölgemälde der Orgelbrüstung, Tondi der Ecknischen, Hochaltargemälde, Deckenbemalung der Sakristei (1764-1768)
- Santa Lucia al Gonfalone (Rom): “Paulus trifft Petrus auf dem Weg zum Martyrium” (1766)
- Santa Maria in Aracoeli (Rom): “Bestätigung der Franziskanerregeln” und “Traum des Papstes Innozenz”
- Santa Maria della Consolazione (Rom): “Kreuzabnahme”
- Santa Maria ai Monti (Rom): “Kreuztragung”
- Abbazia Fruttuaris (San Benigno Canavese bei Turin): “Mariä Verkündigung” (1774)
- Casino Borghese (Rom): Deckenfresko in der Eingangshalle „Apotheose des Romulus durch Jupiter Olympus“ (1779)
- Palazzo Borghese (Rom): Freskenzyklus in der Sala di Venere
- Königliches Schloss (Caserta): Gewölbefresko vor den Privatgemächern „Alexander der Große heiratet Roxana“ (1787)

### In Museen und Sammlungen
- Museo Diocesano di Palermo: Immacolata (um 1785)
- Pinacoteca di Castello Ursino (Catania): Gemälde „Bedeutende Benediktiner“ (1786)
- Museum der Kathedrale von Piazza Armerina: „Heiliger Josef“
- Galleria Regionale della Sicilia, (Palermo): „Das Wunder des Heiligen Nikolaus von Bari“, „Ignazius von Lloyola übergibt der Jungfrau Maria das Schwert“ und „Die Madonna übergibt einer Nonne den Schleier“.
- Galerie des Palazzo Pallavicini Rospigliosi (Rom): Gemälde „Heilige Familie mit Zaccharias, Elisabeth und Johannes dem Täufer“
- Sammlung Lemme (Rom): Zahlreiche Zeichnungen
- zahlreiche Gemälde und Zeichnungen in Privatsammlungen, im Louvre und im Kunsthandel